# Сунньї Меллес
Сунньї Меллес (народилася 7 жовтня 1958, Люксембург, Люксембург) — угорсько-швейцарська актриса, яка працює в Німеччині та Австрії.

## Біографія
Вона єдина дочка австрійського оркестрового диригента Карла Меллеса та угорської дворянки Юдіт фон Рохонці (1929—2001), актриси, доньки актриси Іли Лот. З 1993 року вона була одружена з принцом Пітером Сайн-Вітгенштейн-Сайн (нар. 1954), сином фотографині Маріанни, принцеси цу Сайн-Вітгенштейн-Сайн. У них є син і дочка:
- Костянтин Віктор Людвіг, принц цу Сайн-Вітгенштейн-Сайн (нар. 1994)
- Леонілла Елізабет Джудіт Марія Анна, принцеса цу Сайн-Вітгенштейн-Сайн (нар. 1996).[5]

У 2019 році взяла участь у 12-му сезоні танцювального шоу ORF "Танцюючі зірки", в якому разом зі своїм танцювальним партнером Флоріаном Ваною вибула першою.

## Вибрана фільмографія
- Деррік — Сезон 8, Епізод 8: «Prozente» (1981, епізод телесеріалу), як Еліс Холлерер
- Die Leidenschaftlichen (1982, телефільм), як Шарлотта
- Who's Crazy, Doc?[de] (1982), як Марлен Шульц
- Таторт: Міріма (1983, епізод телесеріалу), як Міріам Шультхайс
- The Roaring Fifties (1983), як Бембі
- Rote Erde (1983, серіал), як Сільвія фон Кампен
- Paradise (1986 film)[de] (1986), як Анжеліка
- Машенька (1987), як Лілі
- '38 — Відень перед падінням (1987), як Карола
- Faust (1988 film)[de] (1988), як Гретхен (з Гельмутом Грімом у ролі Фауста)
- Money (1989 film)[de] (1989), як Габріеле Гессманн
- Mit den Clowns kamen die Tränen (1990, міні-серіал), як Норма Дезмонд
- Ich schenk dir die Sterne (1991), як Лаура Монтезі
- Maigret: Maigret at the Crossroads (1992, епізод телесеріалу), як Else
- Щур (1997, телефільм), як Дамрока
- Довге привіт і коротке прощання (1999), як Аурелія
- Ольгас Зоммер (2004), роль Елли
- Freshly Squeezed (film)[de] (2012), як Франциска Шнідт
- Hotel Adlon: A Family Saga[de] (2013, міні-серіал), як Оттілі Шадт
- Altes Geld (2015), як Ліан Раухенштайнер
- Der Bauer zu Nathal (2018)
- Кайзерштурц — німецька імператриця Августа Вікторія
- Wolkenbruch's Wondrous Journey Into the Arms of a Shiksa (2018), як Mrs. Зільберцвейг
- Інфант Террібл (2020)
- Трикутник смутку (2022)